# Ormos Iván
Ormos Iván (Borosjenő, 1902. november 29. – Budapest, 1958. március 10.) erdélyi magyar költő, író, újságíró.

## Életútja
Középiskolai tanulmányait az aradi reálgimnáziumban, a pozsonyi kadétiskolában, majd a székelyudvarhelyi római katolikus gimnáziumban végezte. Két évig a budapesti közgazdasági egyetem hallgatója, onnan kimaradva a Világ szerkesztőségében kezdte el újságírói pályáját. Lírájával a Nyugatban jelentkezett (1924), szülőföldjére visszatérve a Napkelet és a Genius közli verseit. 
Előbb Aradon telepedett le, ahol Ökrökkel és csillagokkal című verseskötetét az Új Genius adja ki. 1926-tól több mint egy évtizeden át a Temesvári Hírlap belső munkatársa; újabb verseskönyvvel (Esti társ) és egy regénnyel tűnik fel (1929). Az Erdélyi Helikon fiatal magyar írókat bemutató ankétján arról szól, hogy az irodalom feladata hangot adni az új gondolatokat, irányokat, formákat és követelményeket termelő világnak (1930). A következő évek során a folyóirat költői között szerepel, s Állj! Ki vagy? című regényét az Erdélyi Szépmíves Céh jelenteti meg. 
A Temesvári Hírlap megszűntével (1939) Budapestre költözött, ahol a Dutka Ákos szerkesztette Friss Újság belső munkatársa lett.

## Munkássága
Expresszionista költeményeiben elkívánkozik a „bús, morajló város” füstös-véres világából (Vadmadarak), nosztalgikusan vágyódik a természeti táj (Csavargás hun hegyek között), a falu, a népi élet (Gomolygó szép székely esték) után, de megjelenik költészetében a világválság emberi megpróbáltatása is (Munkanélküli tavasza), fél a „sarló és horogkereszt” új világháborújától (Kenyérmező; Nem kell a munka), s a magyar irodalom nagy halottai közt siratja el József Attilát, Balázs Ferencet és Dsida Jenőt (Panteon). Költészetét így jellemzi Dsida Jenő: „Ormos Iván nem elégszik meg annyival, amennyit tudnunk és tapasztalnunk adatott, ő nem áll meg az ignoramus et ignorabimus lemondó sóhajánál [...] Tapogat, csodálkozik. És érdekes, újszerű dolgokról beszél. Versei tartalmának legnagyobb része elillan az értelem elől, kezünkből kifolyik, szemünk előtt köddé hígul. Csak hangulata van és illata. És mégis – ez a legkülönösebb –, mégis meditatív gondolati költészet az Ormosé.Íig-vérig intellektuális ember nyilatkozik meg lírájában.”
Prózája is lírai hangvételű; tematikáját Temesvárt szerzett újságírói tapasztalataiból meríti. A Lola című riportregényében a gazdasági válság szociális megrázkódtatásai közt nyomorba zuhanó értelmiségi sorsa elevenedik meg. Az Állj! Ki vagy? című regény főhőse, Gálfy Miklós elbocsátott tisztviselő, kihull az úri világból, de mire a munkásmozgalomig érne, lebukik, s menekülése közben éri a halálos golyó.
Gaál Gábor is felfigyelt a letargiába merült költőre, aki „alaposan lírikus, őszinte szívvel és szájjal, exhibicionizmussal és pátosszal, melyet ép, teli tüdő harsog és suttog, számos romantikus velleitással, sok színnel és hévvel...” – de hiába biztatja közügyi állásfoglalásra, a költő nem jutott túl magába merülő borúlátásán.

### Kötetei
- Ölelés dúlt földön (versek, Arad, 1924)
- Ökrökkel és csillagokkal (versek, Arad, 1926)
- Esti társ (versek, Temesvár, 1928)
- Lola. Riport-regény Temesvárról; Temesvári Hírlap, Timisoara, 1929
- Állj! Ki vagy? (regény, Kolozsvár, 1937)